# Gouvernement Bolsonaro
République fédérative du Brésil
Temer Lula III
Le gouvernement Jair Bolsonaro (en portugais : Governo Jair Bolsonaro) est le cabinet chargé du pouvoir exécutif au sein du gouvernement fédéral du Brésil en fonction du 2 janvier 2019 au 31 décembre 2022.

## Contexte
La transition débute le 29 octobre 2018, au lendemain de l'élection présidentielle brésilienne de 2018. Le jour même, Bolsonaro propose publiquement le poste de ministre de la Justice au juge anticorruption Sérgio Moro. Celui-ci accepte l'offre le 1er novembre. Le 31 octobre, Bolsonaro annonce que le gouvernement serait composé d'environ 16 ministres, et annonce la fusion du ministère de l'Environnement avec celui de l'Agriculture. Cette idée est abandonnée lors d'une interview du président élu.
Le 1er novembre, outre Moro, Bolsonaro annonce la nomination d'Onyx Lorenzoni au poste de ministre de la Maison civile, de Paulo Guedes comme ministre de l'Économie, du général Augusto Heleno comme ministre de la Défense, et du spationaute Marcos Pontes comme ministre de la Science, de la Technologie et de l'Innovation. Le 5 novembre, Lorenzoni est nommé ministre de la Transition par le président sortant Michel Temer. La première équipe de transition, nommée le jour même, se compose de 28 hommes et d'aucune femme. Cette composition suscite une polémique dans le pays.
Pour répondre aux critiques, il choisit le 12 novembre une femme comme ministre de l'Agriculture, la députée proche de l'agro-business Tereza Cristina. Le lendemain, il choisit le militaire de réserve Fernando Azevedo e Silva comme ministre de la Défense, Heleno ayant été nommé ministre du Cabinet de sécurité. Le 14 novembre, il choisit le diplomate Ernesto Araújo comme ministre des Relations extérieures.
Le 23 novembre, il nomme le théologien colombio-brésilien Ricardo Vélez Rodríguez comme ministre de l'Éducation. Le 27 novembre, il nomme le militaire Carlos dos Santos Cruz comme secrétaire du gouvernement. Le 30 novembre, il nomme l'amiral Bento Costa Lima Leite ministre des Mines et de l'Énergie.
Le 6 décembre, il nomme Damares Alves ministre des Droits de l'homme.
In fine, le gouvernement, entré en fonction le 2 janvier, compte deux femmes pour vingt hommes, tous blancs, dont huit militaires.
Le 31 mars 2021, le gouvernement est l'objet d'un important remaniement.

## Composition

### Initiale (2 janvier 2019)

#### Membres du cabinet
| Portefeuille                                                                    | Titulaire            | Titulaire                                            | Parti |
| ------------------------------------------------------------------------------- | -------------------- | ---------------------------------------------------- | ----- |
| Président de la République                                                      |                      | Jair Bolsonaro                                       | PSL   |
| Vice-président de la République                                                 |                      | Hamilton Mourão                                      | PRTB  |
| Chef de cabinet civil de la présidence de la République                         |                      | Onyx Lorenzoni (jusqu'au 14/02/2020)                 | DEM   |
| Chef de cabinet civil de la présidence de la République                         |                      | Walter Souza Braga Netto (jusqu'au 29/03/2021)       | -     |
| Chef de cabinet civil de la présidence de la République                         |                      | Luiz Eduardo Ramos (jusqu'au 28/07/2021)             | -     |
| Chef de cabinet civil de la présidence de la République                         |                      | Ciro Nogueira                                        | PP    |
| Chef de cabinet de la Sécurité institutionnelle                                 |                      | Augusto Heleno                                       | -     |
| Ministre de l'Économie                                                          |                      | Paulo Guedes                                         | -     |
| Ministre de la Justice et de la Sécurité publique                               |                      | Sergio Moro (jusqu'au 24/04/2020)                    | -     |
| Ministre de la Justice et de la Sécurité publique                               |                      | André Mendonça (jusqu'au 29/03/2021)                 | -     |
| Ministre de la Justice et de la Sécurité publique                               |                      | Anderson Torres                                      | PSL   |
| Ministre des Sciences, de la Technologie, de l'innovation et des Communications |                      | Marcos Pontes                                        | PSL   |
| Ministre de l'Agriculture                                                       |                      | Tereza Cristina                                      | DEM   |
| Ministre de la Défense                                                          |                      | Fernando Azevedo e Silva (jusqu'au 29/03/2021)       | -     |
| Ministre de la Défense                                                          |                      | Walter Braga Netto (jusqu'au 31/03/2022)             | -     |
| Ministre de la Défense                                                          |                      | Paulo Sérgio Nogueira                                | -     |
| Ministre des Relations extérieures                                              |                      | Ernesto Araújo (jusqu'au 29/03/2021)                 | -     |
| Ministre des Relations extérieures                                              |                      | Carlos França                                        | -     |
| Président de la Banque centrale                                                 |                      | Roberto Campos Neto                                  | -     |
| Ministre de la Transparence, de la Supervision et du Contrôle                   |                      | Wagner de Campos Rosário                             | -     |
| Ministre de la Santé                                                            |                      | Luiz Henrique Mandetta (jusqu'au 16/04/2020)         | DEM   |
| Ministre de la Santé                                                            |                      | Nelson Teich (jusqu'au 15/05/2020)                   | -     |
| Ministre de la Santé                                                            |                      | Eduardo Pazuello (jusqu'au 15/03/2021)               | -     |
| Ministre de la Santé                                                            |                      | Marcelo Queiroga (depuis le 16/03/2021)              | -     |
| Procureur général                                                               |                      | André Luiz de Almeida Mendonça                       | -     |
| Secrétaire général de la présidence de la République                            |                      | Gustavo Bebianno (jusqu'au 18/02/2019)               | PSL   |
| Secrétaire général de la présidence de la République                            |                      | Floriano Peixoto Vieira Neto (jusqu'au 20/06/2019)   | -     |
| Secrétaire général de la présidence de la République                            |                      | Jorge Oliveira (jusqu'au 31/12/2020)                 | -     |
| Secrétaire général de la présidence de la République                            |                      | Onyx Lorenzoni (jusqu'au 26/07/2021)                 | DEM   |
| Secrétaire général de la présidence de la République                            |                      | Luiz Eduardo Ramos                                   | -     |
| Ministre de l'Éducation                                                         |                      | Ricardo Vélez Rodríguez (jusqu'au 08/04/2019)        | -     |
| Ministre de l'Éducation                                                         |                      | Abraham Weintraub (jusqu'au 19/06/2020)              | -     |
| Ministre de l'Éducation                                                         |                      | Milton Ribeiro (depuis le 16/07/2020)                | -     |
| Secrétaire de gouvernement                                                      |                      | Carlos Alberto dos Santos Cruz (jusqu'au 13/06/2019) | -     |
| Secrétaire de gouvernement                                                      |                      | Luiz Eduardo Ramos                                   | -     |
| Ministre de l'Infrastructure                                                    |                      | Tarcísio Gomes de Freitas (jusqu'au 31/03/2022)      | -     |
| Ministre de l'Infrastructure                                                    |                      | Marcelo Sampaio Cunha Filho                          | -     |
| Ministre du Développement régional                                              |                      | Gustavo Canuto (jusqu'au 06/02/2020)                 | -     |
| Ministre du Développement régional                                              |                      | Rogério Marinho                                      | PSDB  |
| Ministre du Tourisme                                                            |                      | Marcelo Álvaro Antônio (jusqu'au 09/12/2020)         | PSL   |
| Ministre du Tourisme                                                            |                      | Gilson Machado Neto                                  | PSC   |
| Ministre de la Citoyenneté                                                      |                      | Osmar Terra (jusqu'au 14/02/2020)                    | MDB   |
| Ministre de la Citoyenneté                                                      |                      | Onyx Lorenzoni (jusqu'au 12/02/2021)                 | DEM   |
| Ministre de la Citoyenneté                                                      |                      | João Roma (jusqu'au 31/03/2022)                      | PRB   |
| Ministre de la Citoyenneté                                                      | Ronaldo Vieira Bento |                                                      |       |
| Ministre des Mines et de l'Énergie                                              |                      | Bento Costa Lima Leite de Albuquerque                | -     |
| Ministre des Droits de l'Homme, de la Famille et de la Femme                    |                      | Damares Alves (jusqu'au 30 mars 2022)                | -     |
| Ministre des Droits de l'Homme, de la Famille et de la Femme                    |                      | Cristiane Britto                                     | -     |

#### Non membres du cabinet
| Fonction                                                                           | Prénom                                  | Parti politique                         | Annonce                                 | Source                                  |
| Sécurité, affaires juridiques et police                                            | Sécurité, affaires juridiques et police | Sécurité, affaires juridiques et police | Sécurité, affaires juridiques et police | Sécurité, affaires juridiques et police |
| ---------------------------------------------------------------------------------- | --------------------------------------- | --------------------------------------- | --------------------------------------- | --------------------------------------- |
| Police fédérale du Brésil                                                          | Maurício Valeixo                        | –                                       | 20 novembre 2018                        | [ 21 ]                                  |
| Département du Recouvrement d'avoirs et de la Coopération juridique internationale | Erika Mialik Marena                     | –                                       | 20 novembre 2018                        | [ 22 ]                                  |
| Secrétaire national à la Sécurité publique                                         | Santos Cruz                             | -                                       | 22 novembre 2018                        | [ 23 ]                                  |
| Officier adjoint de la présidence pour les affaires juridiques                     | Jorge Antonio de Oliveira Francisco     | -                                       | 23 novembre 2018                        | [ 24 ]                                  |
| Secrétaire des Opérations de Police Intégrées                                      | Rosalvo Franco                          | –                                       | 26 novembre 2018                        | [ 25 ]                                  |
| Département pénitentiaire national                                                 | Fabiano Bordignon                       | –                                       | 26 novembre 2018                        | [ 25 ]                                  |
| Conseil pour le contrôle des activités financières                                 | Roberto Leonel                          | –                                       | 30 novembre 2018                        | [ 26 ]                                  |
| Secrétaire national à la politique des drogues                                     | Luiz Roberto Beggiora                   | –                                       | 30 novembre 2018                        | [ 27 ]                                  |
| Forces Armées                                                                      |                                         |                                         |                                         |                                         |
| Armée brésilienne                                                                  | Edson Leal Pujol (pt)                   | -                                       | 21 novembre 2018                        | [ 28 ]                                  |
| Marine brésilienne                                                                 | Ilques Barbosa Júnior                   | -                                       | 21 novembre 2018                        | [ 29 ]                                  |
| Armée de l'air brésilienne                                                         | Antônio Carlos Moretti Bermudez         | -                                       | 21 novembre 2018                        | [ 30 ]                                  |
| Etat-major des forces armées                                                       | Raul Botelho                            | -                                       | 22 novembre 2018                        | [ 31 ]                                  |
| Finances et banques                                                                |                                         |                                         |                                         |                                         |
| Banque Brésilienne de Développement                                                | Joaquim Levy                            | -                                       | 11 novembre 2018                        | [ 32 ]                                  |
| Secrétaire du Trésor national                                                      | Mansueto Almeida                        | -                                       | 15 novembre 2018                        | [ 33 ]                                  |
| Caisse d'épargne fédérale                                                          | Pedro Guimarães                         | -                                       | 22 novembre 2018                        | [ 34 ]                                  |
| Banque du Brésil                                                                   | Rubem Novaes                            | -                                       | 22 novembre 2018                        | [ 35 ]                                  |
| Institut de recherche économique appliquée                                         | Carlos von Doellinger                   | -                                       | 22 novembre 2018                        | [ 36 ]                                  |
| Secrétaire à la privatisation et aux investissements                               | Salim Mattar                            | -                                       | 23 novembre 2018                        | [ 37 ]                                  |
| Programme d'investissement et de partenariat                                       | Maynard Marques Santa Rosa              | -                                       | 27 novembre 2018                        | [ 38 ]                                  |
| Secrétaire spécial du revenu fédéral et de la sécurité sociale                     | Marcos Cintra                           | -                                       | 30 novembre 2018                        | [ 39 ]                                  |
| Secrétaire spécial au commerce extérieur et aux affaires internationales           | Marcos Troyjo                           | -                                       | 30 novembre 2018                        | [ 39 ]                                  |
| Entreprises publiques                                                              |                                         |                                         |                                         |                                         |
| Petrobras                                                                          | Roberto Castello Branco                 | -                                       | 19 novembre 2018                        | [ 40 ]                                  |
| Autres départements                                                                |                                         |                                         |                                         |                                         |
| Secrétaire spécial à la communication sociale                                      | Floriano Peixoto Vieira Neto            | -                                       | 27 novembre 2018                        | [ 38 ]                                  |
| Secrétaire exécutif de l'agriculture                                               | Marcos Montes                           | PSD                                     | 27 novembre 2018                        | [ 41 ]                                  |
| Secrétaire des sports                                                              | Marco Aurélio Costa Vieira              | –                                       | 30 novembre 2018                        | [ 42 ]                                  |